# IFA L60
De IFA L60 is een tussen 1987 en 1990 door VEB IFA Automobilwerke Ludwigsfelde, onderdeel van het Industrieverband Fahrzeugbau (IFA), gebouwde vrachtauto. De productie vond plaats in Ludwigsfelde, DDR.

## Geschiedenis
Eind jaren 60 begon men in Ludwigsfelde met de ontwikkeling van een sterkere vrachtwagen naast de IFA W50. Voorwaarden waren onder meer een kantelbare cabine en het gebruik van zescilindermotoren. In 1971 was het eerste prototype gereed. Doel was ook een standaardisering qua cabinedelen met de Robur-productie. Dit project mislukte net zo door economische beperkingen als het gebruik van een cabine van Volvo.
Met aanzienlijke inspanningen maar nauwelijks optische wijzigingen werd ten slotte uit de oude W50-cabine een kantelbare cabine ontwikkeld. In december 1986 liep eindelijk de eerste L60 van de band (nulserie), gedicteerd door de exportplannen als vierwielaangedreven variant. Aangeboden werd de 4x2-uitvoering vanaf 1988, geproduceerd echter pas in 1989.
Tot eind 1990 werden slechts iets meer dan 20.000 stuks gebouwd, de tijd had de L60 ingehaald.

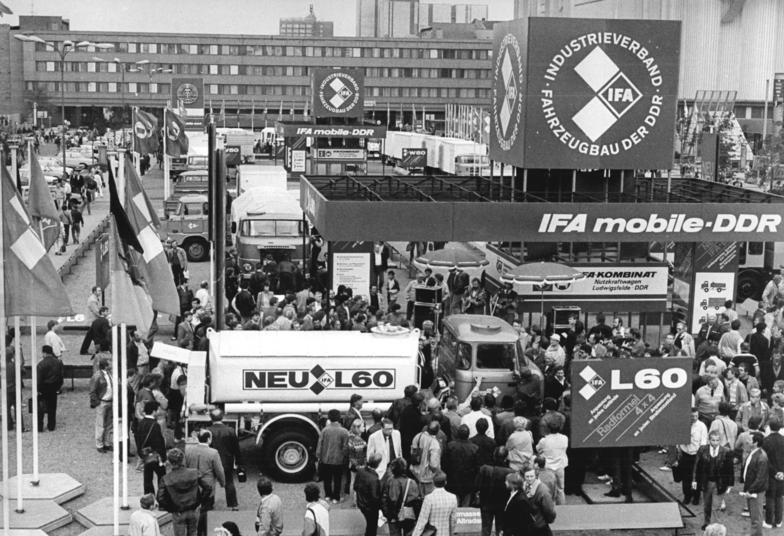
L60 op de Leipziger Herbstmesse
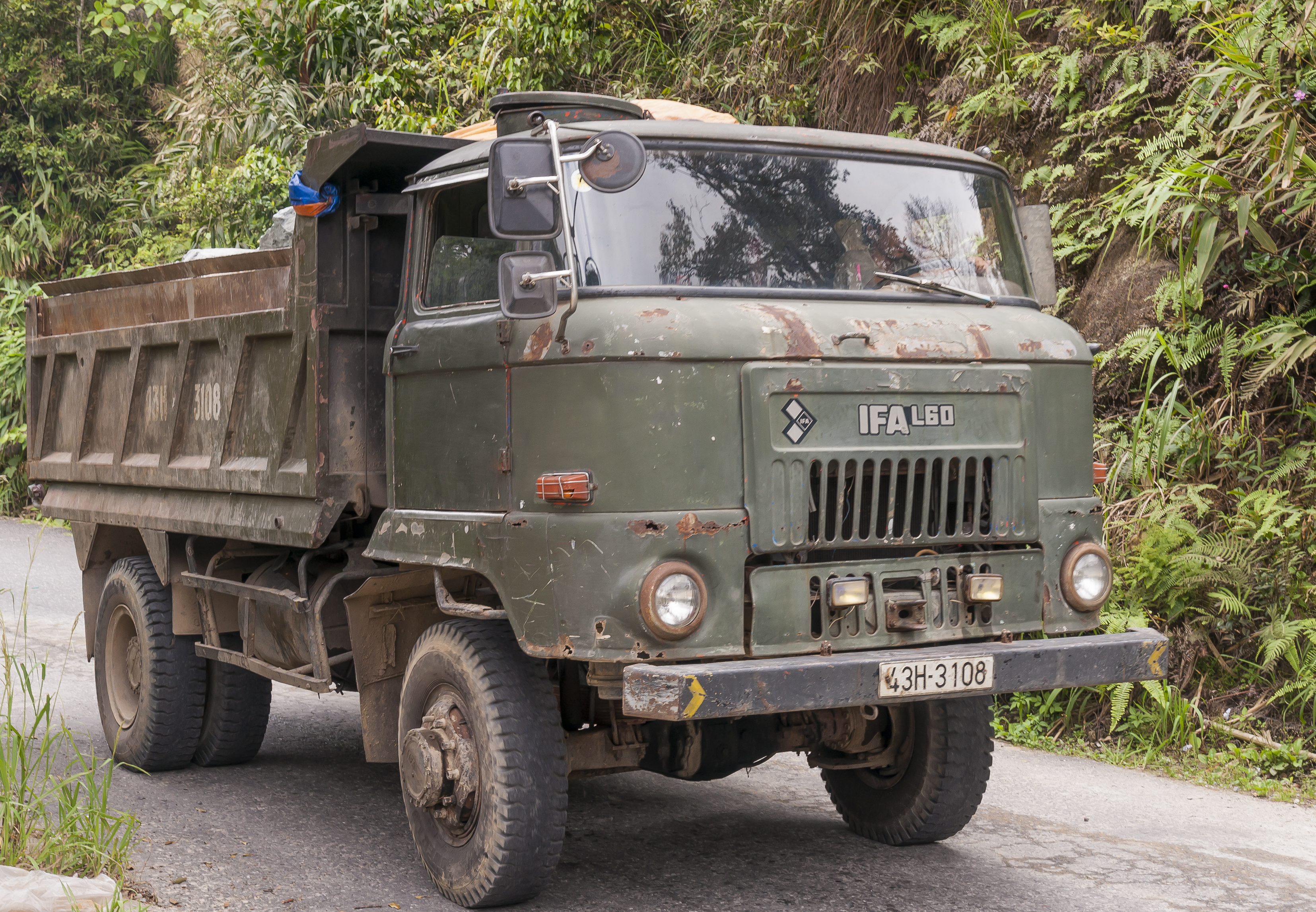
L60 in Vietnam
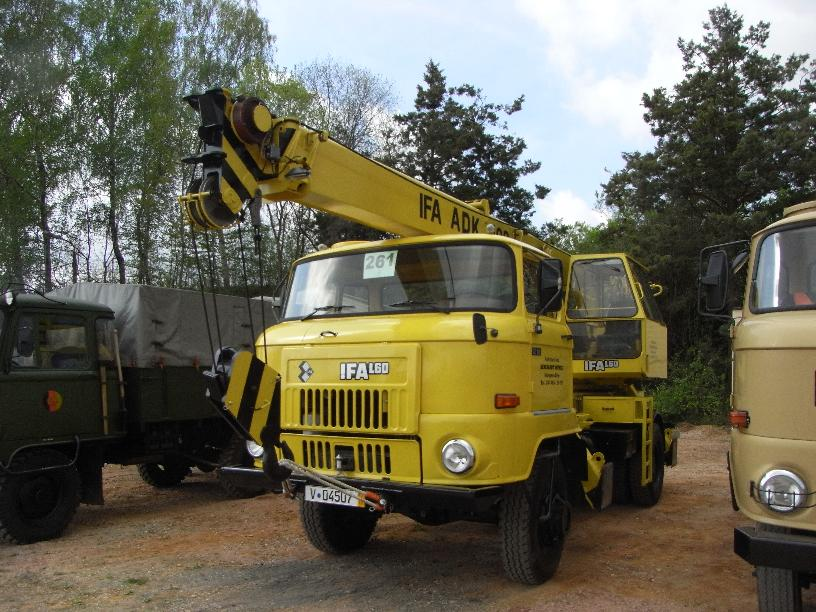
IFA ADK 100 kraanwagen
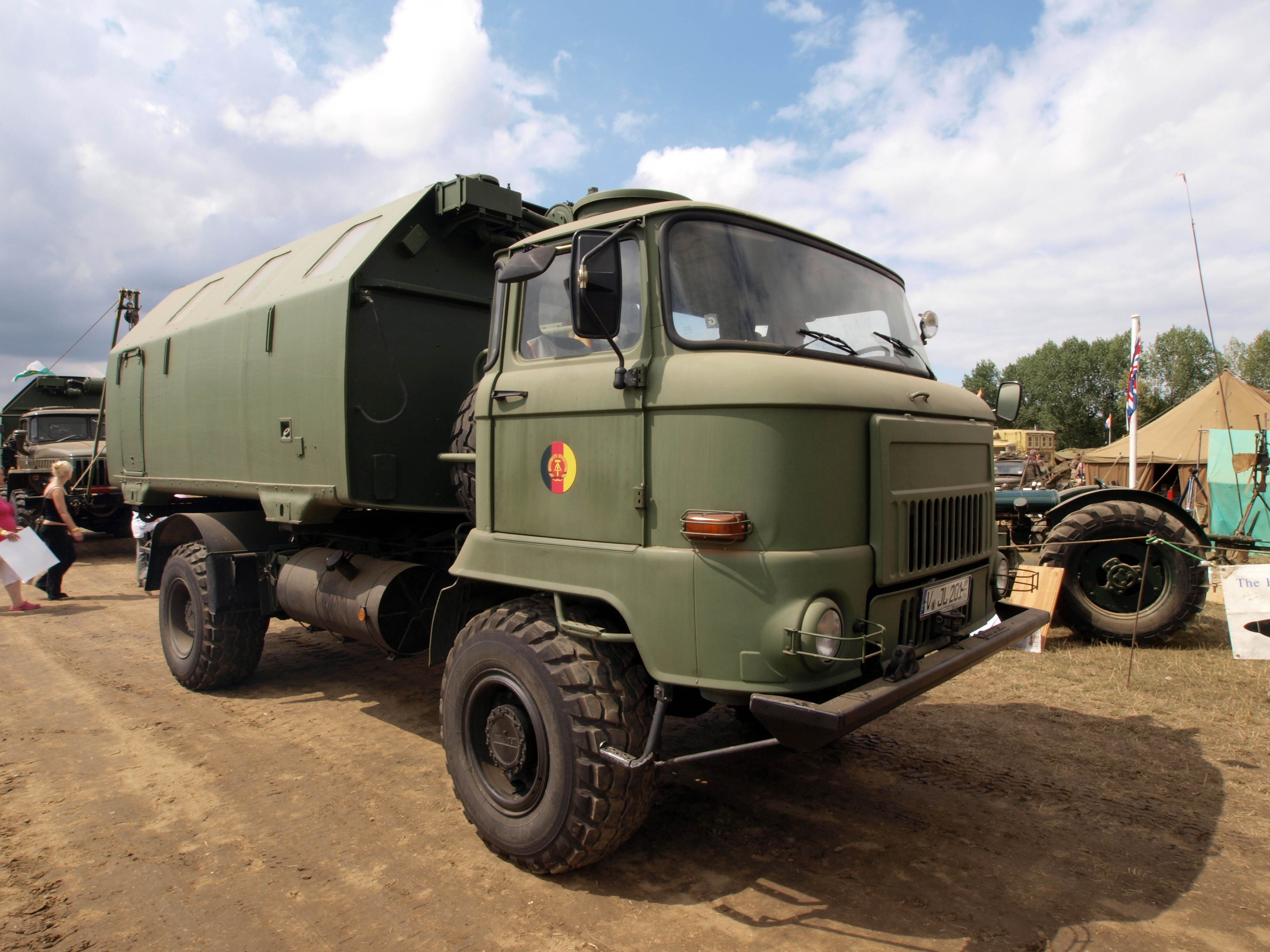
Vierwielaangedreven L60 van de NVA